# Al-Mundhir III ibn al-Nu'man
Al-Mundhir III ibn al-Nu'man (en árabe: المنذر بن النعمان), también conocido como Al-Mundhir ibn Imri' al-Qays (المنذر بن إمرئ القيس) fue rey de los lájmidas entre los años 503/505 a 554.

## Biografía
El nombre de su madre era Mawia bint Awf bin Geshem. Hijo de al-Nu'man II ibn al-Aswad, sucedió a su padre inmediatamente después de su muerte en 503 o después de un breve interregno de Abu Ya'fur ibn Alqama. Es uno de los reyes lájmidas más reconocidos, y es célebre por sus logros militares. Estos comenzaron antes de ser coronado rey, durante la guerra contra Anastasio I, con una redada en Palestina Salutaris y Arabia Pétrea en el año 503, capturando a un gran número de 'romanos' (bizantinos). Las incursiones de Mundhir cubrieron el área entre el Éufrates, en el este, hasta Egipto, en el oeste y Najd hacia el sur, donde en 516 se enfrentó en batalla contra Maadi Karb, el rey himyarita.
En 526 comenzó la guerra de Iberia entre el Imperio bizantino y el Imperio sasánida, y Mundhir atacó Siria, arrasándola. Dos comandantes romanos de alto rango fueron capturados, Timóstrato y Juan. Esto hizo que Justiniano I enviara a al-Mundhir una embajada de paz compuesta por Abraham, hijo de Eufrasio (su hijo fue el historiador Nonoso) y Simeón de Beth Arsham. A ellos se unió Sergio de Rasafa, que también fue enviado por Justiniano con regalos para al-Mundhir. La embajada falló y en 528 al-Mundhir atacó de nuevo Siria y regresó con mucho botín. Al año siguiente (529) renovó sus ataques, primero tomando toda el área fronteriza que era Jabur. Luego, marchó hacia Arzona y Nísibis devastando las ciudades antes de continuar hacia Apamea y Calcedonia. No pudo conquistar Antioquía porque Justiniano envió un gran ejército para protegerla. Al-Mundhir regresó con mucho botín, entre ello 400 monjas, a las que quemó vivas como ofrenda a la diosa al-Uzza según un testimonio citado por Zacarías el Retor.
Al-Mundhir cayó muerto en la batalla de Yawm Halima contra los gasánidas bajo Al-Harith ibn Jabalah en junio de 554. Fue sucedido por sus tres hijos, 'Amr III (r. 554–569), Qabus (r. 569–573) y al-Mundhir IV (r. 574-580).